# Delirium tremens
Delirium tremens (latinsky „třesoucí šílenství“, volně přeloženo „šílenství s třesem“) nebo též alkoholové delirium je život ohrožující stav, který vzniká u alkoholiků při náhlém přerušení užívání alkoholu. Je nejtěžším stádiem abstinenčního syndromu, má 5–15% úmrtnost. Toto delirium je též označováno jako alkoholická psychóza. Velmi obdobné příznaky se objevují u rychlého vysazení benzodiazepinů a barbiturátů.

## Popis
Průběh je individuální, předchází mu predelirantní stav charakterizovaný pocením, nevolností, zrychlenou srdeční činností, nespavostí.
Pokud se nezasáhne včas, dochází k přechodu do deliria. Během deliria pacient mohutně halucinuje – může vidět různá malá zvířata (tzv. mikrozoopsie), často vykonává zažité, zautomatizované pohyby (např. řidiči z povolání řídí auto). Dostavuje se hrubý tremor (třes). V čase a prostoru je pacient nepřesně orientován či vůbec neorientován, výrazná je porucha bezprostřední paměti a porucha konsolidace paměťových stop (tj. není schopen si zapamatovat nové údaje a události). Dochází k poruchám psychomotoriky – pacient je zvýšeně aktivní, neklidný, agresivní či naopak zcela klidný, utlumený. Stav se může celkem rychle měnit.
Nastávají poruchy emocí – může být nadnesená nálada, euforie či naopak úzkost či agrese. Mohou být přítomné bludy – např. pacient může být přesvědčen, že mu ostatní usilují o život. Může se objevit epileptický záchvat – křeče.
K ohrožení života dochází nejčastěji srdečním (arytmie) nebo dechovým selháním.
Tento stav může trvat několik dní a končí hlubokým spánkem. Na proběhlý stav je amnézie.
Vzhledem k nespecifičnosti těchto příznaků je nutné i u prokázaných alkoholiků vyloučit jiné příčiny stavu, především sníženou hladinu cukru v krvi, poškození mozku úrazem nebo infekcí a další onemocnění.

## Příčina
Prvotní příčinou je návyk na alkohol, bezprostředním startérem deliria je přerušení užívání alkoholu – typicky pokud se pacient v opilosti zraní a je hospitalizován.
Alkohol působí na přenos nervových signálů, především ovlivněním metabolismu kyseliny gamaaminomáselné – GABA a dalších neurotransmiterů. Při vysazení alkoholu chybí jeho tlumivý účinek a dochází k zvýšenému nervovému dráždění, neklidu, zrychlení srdeční činnosti, křečím a nemožnosti usnout.

## Léčba
Jedná se o život ohrožující stav, pacienti bývají často hospitalizováni na jednotkách intenzivní péče. Před nástupem intenzivní péče byla úmrtnost více než dvojnásobná.
Lékem první volby tohoto stavu je Clomethiazol (firemní název Heminevrin) ve vyšších dávkách – až 16 tablet denně.
Pokud ten nelze podávat – např. z důvodů odmítání cokoliv spolknout (v ČR je dostupný pouze ve formě kapslí), lze použít další nitrožilně podávané preparáty:
- Benzodiazepiny ve vysokých dávkách (až 80 mg/den)
- Tiaprid – atypické antipsychotikum

Vzhledem k tomu, že u těchto pacientů je přítomná minerálová dysbalance (zejména nízká hladina draslíku), dále deficit vitamínů skupiny B – zejména thiamin, je nutné tyto látky dodávat, a to buď perorálně, nebo, pokud pacient není schopen či ochoten polykat, ve formě infúzí. V důsledku nižší hladiny záchvatového prahu se k prevenci epileptického záchvatu podává hořčík. V důsledku vysokého krevního tlaku a pulzu je někdy nutné podávat antihypertenziva, pro poruchy krevního cukru se většinou dávají infúze s glukózou.
Hrozí riziko smrtelných komplikací vyplývajících z nasedajících tělesných komplikací typických pro chronickým alkoholismem poškozený a oslabený organizmus (například zápal plic, selhání jater, ruptura (trhliny) jícnových varixů apod.)